# Городня вулиця (Київ)
Горо́дня ву́лиця — вулиця у Солом'янському районі міста Києва, місцевості Протасів яр, Батиєва гора. Пролягає від вулиці Протасів Яр до вулиці Романа Ратушного.
Прилучається вулиця Романа Ратушного.

## Історія
Вулиця виникла наприкінці XIX століття (не пізніше 1899 року) під такою ж назвою (в ті часи вживався варіант Огоро́дня). Спершу була тупиковою, згодом, найімовірніше у процесі будівництва Залізничного житлового масиву у 1960-х роках було прокладено продовження до Волгоградської вулиці.